# Тим (Орловская область)
Тим — село в Должанском районе Орловской области России. Входит в состав Дубровского сельского поселения.

## История
В 1961 году указом Президиума Верховного Совета РСФСР село Волчье переименовано в Тим.

## Население
| 2002 | 2010 |
| ---- | ---- |
| 206  | ↘165 |